# MSG (álbum)
MSG es el segundo álbum de estudio de la banda inglesa de hard rock y heavy metal Michael Schenker Group, publicado en septiembre de 1981 por Chrysalis Records. Durante las sesiones de grabación participó Paul McCartney como músico invitado, pero no fue acreditado. De igual manera Michael Schenker invitó a su excompañero en UFO Paul Raymond y al baterista de Rainbow, Cozy Powell, mientras que Chris Glen reemplazó a Mo Foster en el bajo.
En 2009 fue remasterizado por el sello EMI Music e incluyó siete canciones adicionales; seis de ellas en vivo grabadas en el Manchester Apollo de Mánchester el 30 de septiembre de 1980.

## Lista de canciones
| N.º | Título                     | Escritor(es)                            | Duración |  |
| 1.  | «Ready to Rock»            | Schenker, Barden                        | 3:26     |  |
| 2.  | «Attack of the Mad Axeman» | Schenker, Barden                        | 4:17     |  |
| 3.  | «On and On»                | Schenker, Barden                        | 4:41     |  |
| 4.  | «Let Sleeping Dogs Lie»    | Schenker, Barden, Glen, Raymond, Powell | 5:21     |  |
| 5.  | «I Want More»              | Schenker, Barden                        | 6:56     |  |
| 6.  | «Never Trust a Stranger»   | Raymond                                 | 4:24     |  |
| 7.  | «Looking for Love»         | Schenker, Barden                        | 4:03     |  |
| 8.  | «Secondary Motion»         | Schenker, Barden                        | 3:42     |  |

| Pistas adicionales en remasterización de 2009 |                                              |                             |          |  |
| N.º                                           | Título                                       | Escritor(es)                | Duración |  |
| 9.                                            | «Never Trust a Stranger» (rough monitor mix) | Raymond                     | 4:33     |  |
| 10.                                           | «Natural Thing» (en vivo)                    | Schenker, Mogg, Way         | 4:18     |  |
| 11.                                           | «Feels Like a Good Thing» (en vivo)          | Schenker, Barden            | 3:53     |  |
| 12.                                           | «Looking Out from Nowhere» (en vivo)         | Schenker, Barden            | 5:55     |  |
| 13.                                           | «Shoot Shoot» (en vivo)                      | Schenker, Mogg, Way, Parker | 4:39     |  |
| 14.                                           | «Doctor Doctor» (en vivo)                    | Schenker, Mogg              | 5:31     |  |
| 15.                                           | «Lights Out» (en vivo)                       | Schenker, Mogg, Way, Parker | 5:09     |  |

## Posicionamiento en listas musicales
| País           | Lista (1981)         | Posición |
| -------------- | -------------------- | -------- |
| Estados Unidos | Billboard 200        | 81       |
| Japón          | Japan Albums Chart   | 15       |
| Países Bajos   | Dutch Top 100 Albums | 31       |
| Reino Unido    | UK Albums Chart      | 14       |

## Personal
- Michael Schenker: guitarra líder
- Gary Barden: voz
- Chris Glen: bajo
- Cozy Powell: batería
- Paul Raymond: guitarra rítmica y teclados